# Чемпионат Европы по волейболу
Чемпионаты Европы по волейболу — соревнования сильнейших национальных волейбольных мужских и женских сборных стран-членов Европейской конфедерации волейбола. Решение об организации чемпионатов Европы было принято Международной федерацией волейбола в 1948 году. Соревнования проводятся для мужских команд с 1948, для женских — с 1949 года. Первые чемпионаты (до 1958 года) проводились без строгой последовательности. С 1963 года установлена периодичность — один раз в четыре года в предолимпийский год. С 1975 года чемпионаты проводятся один раз в два года.
До 1971 года к чемпионатам допускались все заявившиеся команды. Затем (с 1975 года) установлены квалификационные соревнования, а количество участников финального турнира ограничено 12 командами. В 1999 году в финальных стадиях чемпионатов Европы участвовали только 8 сборных, с 2007 года за медали борются 16 команд.
Чемпионаты Европы 1948—1958 годов проводились на открытых площадках, остальные — в залах.